# Kommungrupp
En kommungrupp är en klassifikation av kommuner som används av Sveriges Kommuner och Regioner.. Grupperingen är tänkt att användas vid analyser, jämförelser och redovisning.
Grupperingen ses över med jämna mellanrum, den senaste grupperingen gäller från 1 januari 2023 och den baseras bland annat på folkmängden i kommunerna den 31 december 2020 och folkmängd i tätorter 2018.

## Grupper
Följande nio kommungrupper fördelade på tre huvudgrupper finns för närvarande (2023):

### A. Storstäder och storstadsnära kommuner

#### A1.Storstäder
Kommungrupp A1 omfattar tre kommuner med minst 200 000 invånare varav minst 200 000 invånare i den största tätorten.

#### A2. Pendlingskommun nära storstad
Kommungrupp A2 omfattar 43 kommuner där minst 40 procent av nattbefolkningen pendlar till arbete i en storstad eller storstadsnära kommun.

### B. Större städer och kommuner nära större stad

#### B3. Större stad
Kommungrupp B3 omfattar 23 kommuner med minst 50 000 invånare varav minst 40 000 invånare i den största tätorten.

#### B4. Pendlingskommun nära större stad
Kommungrupp B4 omfattar 63 kommuner där minst 40 procent av nattbefolkningen pendlar till arbete i en större stad.

#### B5. Lågpendlingskommun nära större stad
Kommungrupp B5 omfattar 24 kommuner där mindre än 40 procent av nattbefolkningen pendlar till arbete i en större stad. 

### C. Mindre städer/tätorter och landsbygdskommuner

#### C6. Mindre stad/tätort
Kommungrupp B6 omfattar 27 kommuner med minst 15 000 men mindre än 40 000 invånare i den största tätorten.

#### C7. Pendlingskommun nära mindre stad/tätort
Kommungrupp C7 omfattar 51 kommuner där minst 30 procent av nattbefolkningen pendlar till arbete i annan mindre ort och/eller där minst 30 procent av den sysselsatta dagbefolkningen bor i annan kommun.

#### C8. Landsbygdskommuner
Kommungrupp C8 omfattar 35 kommuner med mindre än 15 000 invånare i den största tätorten, lågt pendlingsmönster (mindre än 30 procent).

#### C9. Landsbygdskommun med besöksnäring
Kommungrupp C9 utgörs av 21 kommuner med minst två kriterier för besöksnäring uppfyllda:
- Minst 20 gästnätter per invånare
- Minst 10 000 kr omsättning inom hotell, vandrarhem, camping med mera per invånare
- Minst 90 000 kr omsättning inom detaljhandel per invånare
- Minst 10 000 kr omsättning inom restaurang med mera per invånare